# Westelijke geelsnavelbaardvogel
De westelijke geelsnavelbaardvogel (Trachylaemus goffinii, synoniem Trachyphonus purpuratus) is een Afrikaanse baardvogel uit de familie Lybiidae. Eerder werd deze vogel beschouwd als een ondersoort van de (oostelijke) geelsnavelbaardvogel (T. purpuratus). Deze vogel is genoemd naar de Nederlandse luitenant en ornitholoog Andreas Leopold Goffin (1839-1863).

## Verspreiding en leefgebied
Deze soort komt voor in westelijk Afrika en telt twee ondersoorten:
- T. g. goffinii (Goffin, 1863): van Sierra Leone tot Ghana.
- T. g. togoensis (Reichenow 1891): van Togo tot zuidwestelijk Nigeria.

## Status
De grootte van de populatie is niet gekwantificeerd maar de soort wordt omschreven als vrij algemeen. Op de Rode lijst van de IUCN heeft deze soort de status niet bedreigd.